# Rhipidothrips
Rhipidothrips – rodzaj wciornastków z podrzędu pokładełkowych i rodziny dziewięciorkowatych (Aeolothripidae).

## Morfologia
Głowa dłuższa niż szersza, pozbawiona długich szczecin za oczami. Czułki o członach od siódmego do dziewiątego silnie zbliżonych i zalanych w jedną jednostkę. Sensoria na trzecim i czwartym członie czułków linearne. Głaszczki wargowe czteroczłonowe. Przedplecze opatrzone parą wydłużonych szczecin tylnokątowych. Na drugim członie stóp obecny pazurkowaty ząb. Skrzydła przednie jasne, nierozszerzone. Uda przednich odnóży silnie powiększone w porównaniu z Melanthrips. Dziewiąty segment odwłoka u samców z guzkiem po każdej stronie.

## Systematyka
Opisano dotąd siedem gatunków, w tym:
- Rhipidothrips brunneus Williams, 1913
- Rhipidothrips gratiosus Uzel, 1895